# Luc-sur-Orbieu
Luc-sur-Orbieu é uma comuna francesa na região administrativa de Occitânia, no departamento de Aude. Estende-se por uma área de 9,88 km². Em 2010 a comuna tinha 1 148 habitantes (densidade: 116,2 hab./km²).